# Andreï Vassilievitch Bogdanovski
Andreï Vassilievitch Bogdanovski (en russe : Андрей Васильевич Богдановский), né en 1780, décédé en 1864, fut l'un des chefs de l'Armée impériale de Russie au cours des Guerres napoléoniennes.

## Biographie
Né dans une famille noble de la Petite Russie, le 5 juin 1798, il sortit diplômé du Corps des Cadets de l'Infanterie, au grade de lieutenant, il reçut son affectation pour servir au 12e Régiment de Chasseurs. Au grade de capitaine (22 mai 1805), il participa à la Guerre russo-turque (1806-1812). Au cours de ce conflit, il fut placé sous les ordres de Mikhaïl Koutouzov. Il s'illustra lors de la prise de Bender, en 1807, il fut impliqué dans le siège et la prise de la forteresse d'Izmaïl, cette même année il fut décoré de l'Ordre de Sainte-Anne (4e classe). Le 16 janvier 1808, Bogdanovski fut élevé au grade de major. Le 22 mai 1810, il fut engagé dans l'assaut et la prise de la forteresse de Pazardjik. Cette même année, il fut promu au rang de lieutenant-colonel. Il s'illustra par son ardeur au combat lors de l'assaut mené par les troupes russes sur la ville de Roustchouk, en récompense, il reçut l'Ordre de Saint-Georges (4e classe).
Le 5 octobre 1810, Bogdanovski reçut le commandement du Régiment de Mousquetaires d'Odessa (Régiment renommé 40e Régiment de Chasseurs le 19 octobre 1810). Le 20 janvier 1811, Alexandre Ier de Russie lui confia le commandement du 3e Régiment d'infanterie Narvski.
Au début de 1812, le régiment d'Andreï Vassilievitch Bogdanovski fut l'un des composants de la 2e Armée de l'Ouest placée sous les ordres de Piotr Ivanovitch Bagration. Le lieutenant-colonel Bogdanovski et son régiment se distinguèrent aux batailles de Smolensk et Borodino où il fut grièvement blessé à la jambe. Le 16 mars 1813, il élevé au grade de colonel.
Au cours de la Campagne d'Allemagne (1813) placé sous les ordres du feld-maréchal Ivan Fiodorovitch Paskevitch, Bogdanovski s'illustra lors du siège de Modline (janvier 1813). Entre le 16 octobre et 19 octobre 1813, il montra de nouveau sa bravoure au cours de la bataille de Leipzig. Le 5 mars 1814, sous le commandement du feld-maréchal prussien Gebhard Leberecht von Blücher, il participa à la prise de la ville de Soissons et de sa forteresse qui contrôlait un pont sur l'Aisne. Après la bataille de Craonne, le 1er décembre 1814, il obtint le grade de major-général. le 1er janvier 1815, il fut investi du commandement de la 1re Brigade (12e Division d'infanterie). Le 2 janvier 1820, Le major-général Bogdanovski fut mis à la retraite.

### Carrière politique

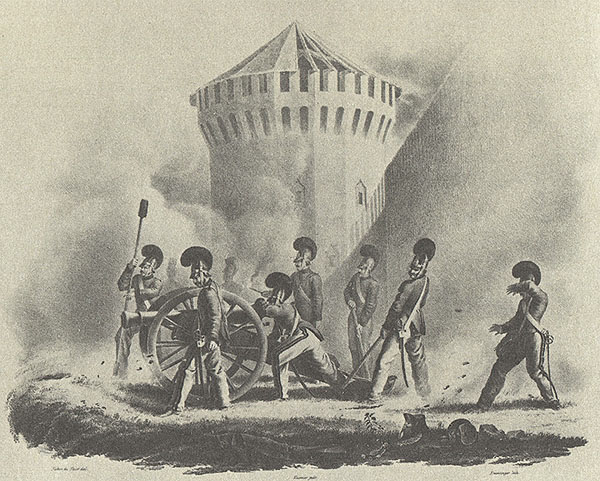
Bataille de Smolensk, lithographie de l'artiste allemand Christian Wilhelm von Faber du Faur (1780-1857), colonel, il servit dans le Corps du maréchal Michel Ney

Le 16 octobre 1823, Andreï Vassilievitch Bogdanovski fut nommé au poste de maire de la ville de Kertch., en 1826, maire de Feodossia et le 1er janvier 1828 maire d'Odessa,.Le 25 février 1831, il fut admis à siéger au Sénat. Le 3 avril 1848, il entra au Conseil privé. Le 9 mars 1856, son état de santé l'obligea à présenter sa démission au tsar, celle-ci fut acceptée.

### Décès
Andreï Vassilievitch Bogdanovski décéda en 1864.

## Carrière militaire
- 1798--5 octobre 1810 : 12e Régiment de Chasseurs;

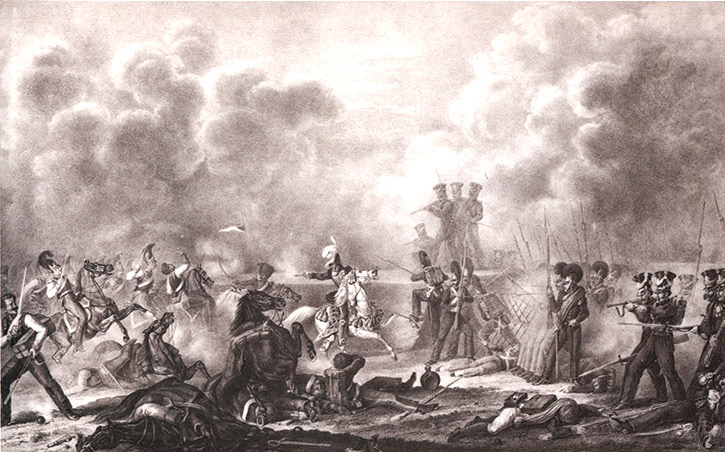
Le maréchal Joachim Murat à la bataille de Borodino, une lithographie de l'artiste allemand Christian Wilhelm von Faber du Faur (1780-1857)

- 5 octobre 1810-20 janvier 1811 : Régiment de Mousquetaires d'Odessa;
- 20 janvier 1811- 1815 : 3e Régiment d'infanterie Narvski;
- 1er juin 1815-2 janvier 1820 : 2e Brigade d'infanterie.

## Distinctions militaires
- 1807 : Ordre de Sainte-Anne (4e classe);
- 21 juin 1811 : Ordre de Saint-Georges (4e classe);
- 1836 : Ordre de Saint-Vladimir (2e classe);
- 1810 : Ordre de Sainte-Anne (2e classe - avec diamants);
- 1814 : Ordre de l'Épée (Ordre militaire suédois);
- 1818 : Ordre de la Légion d'Honneur;
- 1855 : Ordre de l'Aigle blanc (Ordre militaire polonais);
- 1813 : Ordre Pour le Mérite de Prusse;
- 1er octobre 1812 : Épée d'or avec l'inscription "Pour bravoure";
- 1813 : Ordre de Saint-Vladimir (3e classe).

### Source
- Dictionnaire des généraux russe ayant combattu contre l'armée de Napoléon Bonaparte, (1812-1815)www.museum.ru